# 우연의 연대기에 관한 71개의 단편
우연의 연대기에 관한 71개의 단편(71 Fragmente Einer Chronologie Des Zufalls, 71 Fragments Of A Chronology Of Chance)은 독일에서 제작된 미하일 하네케 감독의 1994년 영화이다. 가브리엘 코스민 우르데스 등이 주연으로 출연하였고 베잇 헤이더슈카 등이 제작에 참여하였다.

## 출연

### 주연
- 가브리엘 코스민 우르데스
- 루카스 미코

### 조연
- 안네 베넨트
- 우도 사멜
- 브랑코 사마로브스키
- 게오르그 프리드리히
- 마이클 잭슨

## 제작진
- 배역: 럭키 엥글랜더
- 배역: 프리츠 플레이쉬핵커